# Занятие ущелья Кельцюра
Занятие ущелья Кельцюра (греч. Η Κατάληψη της στενωπού της Κλεισούρας) — боевая операция, осуществлённая греческой армией с 6 по 11 января 1941 года, в ущелье Кельцюра недалеко от одноимённого албанского городка в округе Гирокастре в Северном Эпире.
Является значительным эпизодом греко-итальянской войны в ходе Второй мировой войны.

## Краткое описание события
С началом греко-итальянской войны 28 октября 1940 года и после двух недель боёв на греко-албанской границе, Греции удалось отразить вторжение Италии, одержав победы в сражении в горах Пинда и в сражении при Элеа-Каламас. Контрнаступление греческих сил началось 9 ноября. Греческая армия вступила вглубь албанской территории и вынудила итальянские войска к отступлению. Греческие операции завершились занятием стратегического горного прохода Кельцюра в январе 1941 года.

## Перед боем
Наступление греческой армии продолжилось и после успешного контрнаступления в сражении при Морава-Иван. Поражение итальянской армии вынудило Италию оставить значительные позиции на албанской территории. Под контроль греческой армии в декабре 1940 года перешли значительные города Северного Эпира Гирокастра и Корча. На военном совете 5 декабря, главнокомандующий греческой армии Александрос Папагос, выражая свою озабоченность вероятностью вмешательства Германии с целью оказания помощи итальянцам на албанском фронте, настоял на продолжении и интенсификации наступления. В дополнение к этому, командующий группы армии Эпира генерал-лейтенант Иоаннис Пицикас и командующий группы армии Западной Македонии, будущий коллаборационист, генерал-лейтенант Георгиос Цолакоглу предложили немедленное занятие прохода Кельцюра, чтобы закрепить и обеспечить безопасность занятых греками позиций.
Во время греческого контрнаступления, греческие силы находились далеко от своих баз снабжения и состояние дорог с греческой стороны фронта было несравненно хуже дорог с итальянской стороны. Проход Кельцюра, образованный каньоном реки Аоос (Вьоса), был особенно важной стратегической позицией для занятия города Берат, но рельеф местности в сочетании с зимней погодой в горах, делали всю операцию исключительно сложной.

## Бой
Наступление в центральном секторе греко-итальянского фронта в Албании происходило под руководством штаба греческого II Корпуса Армии, который использовал для этого в основном 1-ю и 11-ю пехотные дивизии. Во время этого сражения итальянцы впервые применили свои новые средние танки M13, 131-я танковая дивизия «Кентавр» использовала их для последовавшей лобовой итальянской атаки, но результаты атаки обернулись для итальянцев катастрофой, поскольку танки были уничтожены греческой артиллерией.
10 января, после четырёх дней ожесточённых боёв, греческие пехотные дивизии заняли проход. Атака 5-й пехотной дивизии Крита, занявшей стратегические позиции, оказалась решающей в победном для греческой армии исходе боя. Итальянский штаб начал немедленно контратаки с целью отбить проход. Итальянский главнокомандующий Уго Кавальеро приказал 7-й пехотной дивизии «Волки Тосканы» (Lupi di Toscana), подошедшей поддержать наступление отборной бригады альпинистов «Джулия», но операция итальянцев была плохо подготовленной. Несмотря на то, что им противостояло всего четыре греческих батальона, итальянцы вскоре потеряли свой батальон, попавший в окружение. 11 декабря итальянская дивизия была разгромлена и проход окончательно перешёл под греческий контроль.

## Последствия
Занятие этого стратегического прохода греческой армией было признано большим успехом союзниками. Главнокомандующий британскими силами на Ближнем Востоке маршал Арчибальд Уэйвелл поздравил телеграммой Александра Папагоса с этим успехом греческой армии. 2-й корпус греческой армии после Кельцюра и одноимённого городка продолжил наступление в направлении города Берат и занял с боями высоты Требесина, Бубеси и Мали-Мадарит.
Наступление греческой армии было приостановлено 25 января из-за плохих погодных условий. На следующий день итальянцы контратакой попытались отбить проход Кельцюра, подчеркнув этим ещё раз его стратегическое значение. В бою за высоты Требесины итальянцами была использована дивизия «Лелиано», батальон дивизии альпинистов «Джулия», части танковой дивизии «Центавр», при значительной авиационной поддержке. 30 января итальянская армия прекратила свои операции, не достигнув каких либо значительных результатов. В последующие недели линия фронта стабилизировалась от Охридского озера и города Поградец до города Химара на Ионическом море. Греческая армия приступила к разрешению проблем своей слабой материальной и технической базы и проблематичного снабжения, а итальянская армия пыталась посредством увеличения своих сил остановить своё отступление.
В марте 1941 года в присутствии самого Муссолини итальянская армия предприняла широкомасштабное контрнаступление, которое было отбито греческими войсками. После этого итальянского поражения нацистская Германия, готовившая войну против СССР, была вынуждена прийти на помощь своему союзнику, что косвенно повлияло позже на итог битвы за Москву и ход всей войны вообще.
6 апреля 1941 года немецкие войска начали наступление с территории союзной им Болгарии, и, встретив сопротивление немногочисленных греческих частей на греко-болгарской границе, прошли через юг Югославии к Салоникам в тыл основных сил греческой армии, сражавшейся в Албании. 20 апреля в нарушение приказа ставшим затем коллаборационистом генерал-лейтенантом Цолакоглу была подписана капитулация, приведшая к германо-итало-болгарской оккупации Греции.

### Фотографии
- Коллекция П. Пулидиса, Греческие солдаты фотографируются на захваченном итальянском танке — Συλλογή Πέτρου Πουλίδη: Κλεισούρα Αλβανίας: Οπλίτες φωτογραφίζονται πάνω σε ένα ιταλικό τανκ κυριευθέν από τον Ελληνικό Στρατό. (недоступная ссылка) (Χρονολογία Λήψης: Τετάρτη, 1 Ιανουαρίου 1941-Τετάρτη, 31 Δεκεμβρίου 1941). Αριθμός= 0000005025.
- Коллекция П. Пулидиса, Греческие офицеры изучают карту -Συλλογή Πέτρου Πουλίδη: Αλβανικό μέτωπο. Έλληνες αξιωματικοί μελετούν χάρτη. Γενική άποψη της ορεινής τοποθεσίας με τα υψώματα της Κλεισούρας. (недоступная ссылка)Χρονολογία Λήψης: Δευτέρα, 1 Ιανουαρίου 1941-Τρίτη, 31 Δεκεμβρίου 1941). Αριθμός= 0000005016.
- Коллекция П.Пулидиса, Вид на высоты Требесины и прохода Клисуры -Συλλογή Πέτρου Πουλίδη: Αλβανία. Άποψη των βουνών της Δρεπεσίνας και των στενών της Κλεισούρας. Στο βάθος το Τεπελένι. (недоступная ссылка)(Χρονολογία Λήψης: Δευτέρα, 1 Ιανουαρίου 1940-Τετάρτη, 31 Δεκεμβρίου 1941). Αριθμός= 0000005026.